# هاف مون (کشتی شکسته)
هاف مون (کشتی شکسته) (به انگلیسی: Half Moon (shipwreck)) یک کشتی بود که طول آن ۴۷٫۲۱ متر (۱۵۴ فوت ۱۱ اینچ) Length overall بود. این کشتی در سال ۱۹۰۸ ساخته شد.